# Serafin (Mielkonian)
Serafin, imię świeckie Władimir Setrakowicz Miełkonian (ur. 29 grudnia 1961 w Adlerze) – biskup Rosyjskiego Kościoła Prawosławnego. 

## Życiorys
Po ukończeniu szkoły średniej i odbyciu służby wojskowej zamieszkał na stałe w Ufie, gdzie został zatrudniony jako stróż w zarządzie eparchii ufimskiej i mienzelińskiej oraz lektor w cerkwi Opieki Matki Bożej w Ufie. W 1984 wstąpił do seminarium duchownego w Odessie, które ukończył w 1988, rozpoczął wówczas studia w Moskiewskiej Akademii Duchownej, ukończone w 1992. W 1990 wstąpił do Monasteru Daniłowskiego; 6 grudnia 1990 złożył wieczyste śluby zakonne z imieniem Serafin (na cześć św. Serafina z Sarowa). 10 stycznia 1991 patriarcha moskiewski i całej Rusi Aleksy II wyświęcił go na hierodiakona. 9 kwietnia tego samego roku arcybiskup chersoneski Walenty (Miszczuk) udzielił mu święceń kapłańskich w cerkwi Zmartwychwstania Pańskiego w moskiewskiej dzielnicy Sokolniki.
W latach 1992–1999 był członkiem rosyjskiej misji prawosławnej w Jerozolimie. Przebywając w tymże mieście, w 1995 został nagrodzony prawem noszenia krzyża napierśnego, zaś w 1997 w soborze Trójcy Świętej w Jerozolimie został podniesiony do godności igumena. 18 kwietnia 2001 otrzymał godność archimandryty, gdyż zgodnie z postanowieniem Świętego Synodu Rosyjskiego Kościoła Prawosławnego z 3 kwietnia tego roku miał zostać biskupem pomocniczym eparchii smoleńskiej i kaliningradzkiej. Uroczysta chirotonia miała miejsce 18 maja 2001 w cerkwi Wszystkich Świętych Ziemi Rosyjskiej przy Monasterze Daniłowskim; jako konsekratorzy wzięli w niej udział patriarcha moskiewski i całej Rusi Aleksy II, metropolita smoleński i kaliningradzki Cyryl (Gundiajew), arcybiskup sołniecznogorski Sergiusz (Fomin), metropolita wołokołamski i juriewski Pitirim (Nieczajew), arcybiskup istriński Arseniusz (Jepifanow), biskup żytomierski i nowogrodzko-wołyński Guriasz (Kuźmenko), biskup krasnogorski Sawa (Wołkow) oraz biskup magadański i siniegorski Teofan (Aszurkow).
31 marca 2009, w związku z podziałem eparchii smoleńskiej i kaliningradzkiej na smoleńską i wiaziemską oraz kaliningradzką i bałtyjską, został wyznaczony na biskupa pomocniczego tej ostatniej, zachowując dotychczasowy tytuł biskupa bałtyjskiego.
W 2016 został ordynariuszem eparchii kaliningradzkiej, z tytułem biskupa kaliningradzkiego i bałtyjskiego. W tym samym roku podniesiony do godności arcybiskupa.